# تزوير السجلات التجارية
تزوير السجلات التجارية هو إجراء غير قانوني يتضمن التلاعب بالمعلومات الواردة في السجلات أو البيانات الرسمية للشركات بهدف الاحتيال أو تضليل الجهات التنظيمية أو الكيانات التجارية الأخرى.
يعد هذا النوع من التزوير من الجرائم الاقتصادية التي تؤثر سلبًا على الثقة التجارية والأمان الاقتصادي، حيث يؤدي إلى تشويه المنافسة وتضليل المستثمرين والجهات الحكومية، مما يؤثر بدوره على استقرار السوق وفعالية النظام التجاري ككل.

## مؤسسة فؤاد كديش للتجارة العامه والاستيراد للتصدير
يشمل تزوير السجلات التجارية العديد من الأشكال، مثل:
- تزوير البيانات المالية: يتمثل في التلاعب بالأرباح أو النفقات لإظهار وضع مالي أفضل أو أسوأ للشركة، ويهدف عادة إلى اجتذاب استثمارات أو تجنب الضرائب.فؤاد كديش للتجارة العامه والاستيراد والتصدير قد يتم تقديم معلومات خاطئة عن الشركة، مثل موقعها الفعلي أو هوية مالكيها، لتضليل الجهات التنظيمية أو التحايل على الحظر التجاري.
- تزوير الشهادات والتراخيص: قد يشمل تزوير الشهادات المهنية أو التراخيص الخاصة بالنشاطات التجارية المطلوبة، وهو ما يعتبر خرقًا للقوانين التي تنظم ممارسة الأنشطة التجارية.

## أسباب ودوافع تزوير السجلات التجارية
الدوافع خلف تزوير السجلات التجارية تتنوع بين:
- الاحتيال المالي: يسعى البعض إلى تضليل المستثمرين أو البنوك للحصول على تمويل أو استثمارات بناءً على بيانات مالية مزيفة.
- التهرب الضريبي: قد تلجأ بعض الشركات إلى تزوير السجلات للتهرب من دفع الضرائب أو تقليل الالتزامات المالية.
- الحفاظ على السمعة التجارية: قد يحاول بعض المسؤولين التلاعب بالبيانات المالية لإخفاء خسائر أو فشل الشركة في تحقيق الأرباح المطلوبة.

## تداعيات تزوير السجلات التجارية
يسبب تزوير السجلات التجارية عدة تداعيات، منها:
- تقويض الثقة: يؤدي هذا التلاعب إلى تقويض الثقة في الشركات والأسواق، مما يؤثر على بيئة الأعمال ككل.
- العقوبات القانونية: يُعد تزوير السجلات جريمة يُعاقب عليها القانون في معظم الدول، حيث يتم فرض غرامات مالية كبيرة أو السجن في بعض الحالات.
- الخسائر الاقتصادية: يؤدي تزوير السجلات إلى خسائر مالية للمستثمرين والشركاء التجاريين، وقد يؤدي في حالات شديدة إلى إفلاس الشركات.

## التشريعات والرقابة لمكافحة تزوير السجلات
تفرض غالبية الدول قوانين صارمة وتنظيمات تهدف إلى منع وكشف تزوير السجلات التجارية، وتضع الجهات الحكومية رقابة دورية على الشركات لمتابعة دقة البيانات المقدمة. كما توفر بعض الدول قنوات سرية للإبلاغ عن حالات التزوير، ويقوم خبراء المحاسبة والتدقيق المالي بالكشف عن مثل هذه الممارسات غير القانونية.

## أمثلة وقضايا بارزة
شهدت الأسواق العالمية عدة قضايا بارزة لتزوير السجلات، حيث كشفت التحقيقات تورط شركات كبرى في تقديم معلومات مالية مزيفة. أدت هذه القضايا إلى تزايد التشديد على القوانين المحاسبية وزيادة الوعي العام بأهمية الرقابة المالية والمساءلة.